# XDS Astana Team
XDS Astana Team (Kod UCI: XAT) – kazachska (w 2007 szwajcarska, a w 2008 luksemburska) zawodowa grupa kolarska założona w 2007, występująca w dywizji UCI WorldTeams.

## Nazwa grupy w poszczególnych latach
| lata      | nazwa                 |
| --------- | --------------------- |
| 2007–2011 | Astana                |
| 2011–2020 | Astana Pro Team       |
| 2021      | Astana-Premier Tech   |
| 2022–2024 | Astana Qazaqstan Team |
| od 2025   | XDS Astana Team       |

## Obecny skład (2025)
| Skład drużyny 2025      | Skład drużyny 2025   | Skład drużyny 2025 | Skład drużyny 2025                                  |
| Imię i nazwisko         | Data urodzenia       | Państwo            | Poprzednia grupa                                    |
| ----------------------- | -------------------- | ------------------ | --------------------------------------------------- |
| Davide Ballerini        | 21 września 1994     | Włochy             | Soudal Quick-Step (2023)                            |
| Alberto Bettiol         | 29 października 1993 | Włochy             | EF Education-EasyPost (2024)                        |
| Cees Bol                | 27 lipca 1995        | Holandia           | Team DSM (2022)                                     |
| Clément Champoussin     | 29 maja 1998         | Francja            | Arkéa-B&B Hotels (2024)                             |
| Anthon Charmig          | 25 marca 1998        | Dania              | Uno-X Pro Cycling Team (2023)                       |
| Nicola Conci            | 5 stycznia 1997      | Włochy             | Alpecin-Deceuninck (2024)                           |
| Jewgienij Fiodorow      | 16 lutego 2000       | Kazachstan         | Vino-Astana Motors (2020)                           |
| Lorenzo Fortunato       | 9 maja 1996          | Włochy             | Eolo-Kometa (2023)                                  |
| Aaron Gate              | 26 listopada 1990    | Nowa Zelandia      | Burgos-BH (2024)                                    |
| Michele Gazzoli         | 4 marca 1999         | Włochy             | Astana Qazaqstan Development Team (2023)            |
| Sergio Higuita          | 1 sierpnia 1997      | Kolumbia           | Red Bull-Bora-Hansgrohe (2024)                      |
| Florian Kajamini        | 28 lutego 2003       | Włochy             | MBH Bank Colpack Ballan (2024)                      |
| Max Kanter              | 22 października 1997 | Niemcy             | Movistar Team (2023)                                |
| Harold Martín López     | 3 grudnia 2000       | Ekwador            | Astana Qazaqstan Development Team (2023)            |
| Matteo Malucelli        | 20 października 1993 | Włochy             | JCLTeam Ukyo (2024)                                 |
| Fausto Masnada          | 6 listopada 1993     | Włochy             | Soudal Quick-Step (2024)                            |
| Henok Mulubrhan         | 11 listopada 1999    | Erytrea            | Green Project-Bardiani CSF-Faizanè (2023)           |
| Wout Poels              | 1 października 1987  | Holandia           | Bahrain Victorious (2024)                           |
| Alessandro Romele       | 30 sierpnia 2003     | Włochy             | Astana Qazaqstan Development Team (2024)            |
| Christian Scaroni       | 16 października 1997 | Włochy             | Gazprom-RusVelo (2022)                              |
| Ide Schelling           | 6 lutego 1998        | Holandia           | Bora-Hansgrohe (2023)                               |
| Harold Tejada           | 27 kwietnia 1997     | Kolumbia           | Medellín (2019)                                     |
| Mike Teunissen          | 25 sierpnia 1992     | Holandia           | Intermarché-Wanty (2024)                            |
| Diego Ulissi            | 15 lipca 1989        | Włochy             | UAE Team Emirates (2024)                            |
| Darren van Bekkum       | 20 marca 2002        | Holandia           | Team Visma \| Lease a Bike Development (2024)       |
| Simone Velasco          | 2 grudnia 1995       | Włochy             | Gazprom-RusVelo (2021)                              |
| Nicolas Winokurow       | 7 lipca 2002         | Kazachstan         | Astana Qazaqstan Development Team (2023)            |
| Anton Kuzmin            | 20 listopada 1996    | Kazachstan         | Almaty Astana Motors (2023)                         |
| Su Haoyu                | 26 października 2000 | Chiny              | China Glory-Mentech Continental Cycling Team (2024) |
| Davide Toneatti         | 9 kwietnia 2001      | Włochy             | Astana Qazaqstan Development Team (2024)            |
|                         |                      |                    |                                                     |
| Źródło: ProCyclingStats |                      |                    |                                                     |

## Sezony

### 2024

#### Skład
| Skład drużyny 2024              | Skład drużyny 2024   | Skład drużyny 2024 | Skład drużyny 2024                        |
| Imię i nazwisko                 | Data urodzenia       | Państwo            | Poprzednia grupa                          |
| ------------------------------- | -------------------- | ------------------ | ----------------------------------------- |
| Davide Ballerini                | 21 września 1994     | Włochy             | Soudal Quick-Step (2023)                  |
| Samuele Battistella             | 14 listopada 1998    | Włochy             | NTT Pro Cycling (2020)                    |
| Cees Bol                        | 27 lipca 1995        | Holandia           | Team DSM (2022)                           |
| Gleb Brusienski                 | 18 kwietnia 2000     | Kazachstan         | Vino-Astana Motors (2020)                 |
| Mark Cavendish                  | 21 maja 1985         | Wielka Brytania    | Quick-Step Alpha Vinyl (2022)             |
| Anthon Charmig                  | 25 marca 1998        | Dania              | Uno-X Pro Cycling Team (2023)             |
| Igor Czżan                      | 2 października 1999  | Kazachstan         | Almaty Cycling Team (2022)                |
| Jewgienij Fiodorow              | 16 lutego 2000       | Kazachstan         | Vino-Astana Motors (2020)                 |
| Lorenzo Fortunato               | 9 maja 1996          | Włochy             | Eolo-Kometa (2023)                        |
| Gianmarco Garofoli              | 6 października 2002  | Włochy             | Astana Qazaqstan Development Team (2022)  |
| Michele Gazzoli                 | 4 marca 1999         | Włochy             | Astana Qazaqstan Development Team (2023)  |
| Jewgienij Gidicz                | 19 maja 1996         | Kazachstan         | Vino-Astana Motors (2017)                 |
| Dmitrij Gruzdiew                | 13 marca 1986        | Kazachstan         | Ulan (2008)                               |
| Max Kanter                      | 22 października 1997 | Niemcy             | Movistar Team (2023)                      |
| Anton Kuzmin                    | 20 listopada 1996    | Kazachstan         | Almaty Astana Motors (2023)               |
| Aleksiej Łucenko                | 7 września 1992      | Kazachstan         | Astana Continental (2012)                 |
| Harold Martín López             | 3 grudnia 2000       | Ekwador            | Astana Qazaqstan Development Team (2023)  |
| Daniil Marukhin                 | 13 lutego 1999       | Kazachstan         | Vino SKO Team (2023)                      |
| Henok Mulubrhan                 | 11 listopada 1999    | Erytrea            | Green Project-Bardiani CSF-Faizanè (2023) |
| Michael Mørkøv                  | 30 kwietnia 1985     | Dania              | Soudal Quick-Step (2023)                  |
| Wadim Pronski                   | 4 czerwca 1998       | Kazachstan         | Vino-Astana Motors (2019)                 |
| Christian Scaroni               | 16 października 1997 | Włochy             | Gazprom-RusVelo (2022)                    |
| Ide Schelling                   | 6 lutego 1998        | Holandia           | Bora-Hansgrohe (2023)                     |
| Rüdiger Selig                   | 19 lutego 1989       | Niemcy             | Lotto Dstny (2023)                        |
| Gleb Syrica                     | 14 kwietnia 2000     | Rosja              | Lokosphinx (2022)                         |
| Harold Tejada                   | 27 kwietnia 1997     | Kolumbia           | Medellín (2019)                           |
| Santiago Umba                   | 20 listopada 2002    | Kolumbia           | GW Shimano-Sidermec (2023)                |
| Simone Velasco                  | 2 grudnia 1995       | Włochy             | Gazprom-RusVelo (2021)                    |
| Nicolas Winokurow               | 7 lipca 2002         | Kazachstan         | Astana Qazaqstan Development Team (2023)  |
| Alberto Bettiol (15 sie–31 gru) | 29 października 1993 | Włochy             | EF Education-EasyPost (2024)              |
|                                 |                      |                    |                                           |
| Źródło: ProCyclingStats         |                      |                    |                                           |

#### Zwycięstwa
| Zwycięstwa       | Zwycięstwa                                           | Zwycięstwa | Zwycięstwa | Zwycięstwa       | Zwycięstwa |
| Data             | Wyścig                                               | Państwo    | Kategoria  | Zwycięzca        |            |
| ---------------- | ---------------------------------------------------- | ---------- | ---------- | ---------------- | ---------- |
| 7 lut            | Tour Colombia, 2. etap                               | Kolumbia   | 2.1        | Harold Tejada    |            |
| 9 lut            | Tour Colombia, 4. etap                               | Kolumbia   | 2.1        | Mark Cavendish   |            |
| 11 kwi           | Giro d’Abruzzo, 3. etap                              | Włochy     | 2.1        | Aleksiej Łucenko |            |
| 12 kwietnia 2024 | Giro d’Abruzzo, klasyfikacja generalna               | Włochy     | 2.1        | Aleksiej Łucenko |            |
| 22 kwi           | Presidential Cycling Tour of Turkey, 2. etap         | Turcja     | 2.Pro      | Max Kanter       |            |
| 9 maj            | Tour de Hongrie, 2. etap                             | Węgry      | 2.Pro      | Mark Cavendish   |            |
| 19 cze           | Mistrzostwa Kazachstanu – jazda indywidualna na czas | Kazachstan | CN         | Dmitrij Gruzdiew |            |
| 23 cze           | Mistrzostwa Kazachstanu – start wspólny              | Kazachstan | CN         | Dmitrij Gruzdiew |            |
| 3 lip            | Tour de France, 5. etap                              | Francja    | 2.UWT      | Mark Cavendish   |            |
| 31 sie           | Tour of Hainan, 5. etap                              | Chiny      | 2.1        | Iwan Smirnow     |            |
| 29 wrz           | Tour de Langkawi, 1. etap                            | Malezja    | 2.Pro      | Gleb Syrica      |            |

### 2023

#### Skład
| Skład drużyny 2023      | Skład drużyny 2023   | Skład drużyny 2023 | Skład drużyny 2023                       |
| Imię i nazwisko         | Data urodzenia       | Państwo            | Poprzednia grupa                         |
| ----------------------- | -------------------- | ------------------ | ---------------------------------------- |
| Leonardo Basso          | 25 grudnia 1993      | Włochy             | Ineos Grenadiers (2021)                  |
| Samuele Battistella     | 14 listopada 1998    | Włochy             | NTT Pro Cycling (2020)                   |
| Manuele Boaro           | 12 marca 1987        | Włochy             | Bahrain-Merida (2018)                    |
| David de la Cruz        | 6 maja 1989          | Hiszpania          | UAE Team Emirates (2021)                 |
| Joe Dombrowski          | 12 maja 1991         | Stany Zjednoczone  | UAE Team Emirates (2021)                 |
| Fabio Felline           | 29 marca 1990        | Włochy             | Trek-Segafredo (2019)                    |
| Jewgienij Gidicz        | 19 maja 1996         | Kazachstan         | Vino-Astana Motors (2017)                |
| Dmitrij Gruzdiew        | 13 marca 1986        | Kazachstan         | Ulan (2008)                              |
| Aleksiej Łucenko        | 7 września 1992      | Kazachstan         | Astana Continental (2012)                |
| Davide Martinelli       | 31 maja 1993         | Włochy             | Deceuninck-Quick Step (2019)             |
| Gianni Moscon           | 20 kwietnia 1994     | Włochy             | Ineos Grenadiers (2021)                  |
| Jurij Natarow           | 28 grudnia 1996      | Kazachstan         | Astana City (2018)                       |
| Antonio Nibali          | 23 września 1992     | Włochy             | Trek-Segafredo (2021)                    |
| Nurbergen Nurłychasym   | 25 marca 2000        | Kazachstan         | Vino-Astana Motors (2021)                |
| Alaksandr Rabuszenka    | 12 października 1995 | Białoruś           | UAE Team Emirates (2021)                 |
| Javier Romo             | 6 stycznia 1999      | Hiszpania          | Baqué Ideus BH (2020)                    |
| Luis León Sánchez       | 24 listopada 1983    | Hiszpania          | Bahrain Victorious (2022)                |
| Harold Tejada           | 27 kwietnia 1997     | Kolumbia           | Medellín (2019)                          |
| Simone Velasco          | 2 grudnia 1995       | Włochy             | Gazprom-RusVelo (2021)                   |
| Igor Czżan              | 2 października 1999  | Kazachstan         | Almaty Cycling Team (2022)               |
| Martin Laas             | 15 września 1993     | Estonia            | Bora-Hansgrohe (2022)                    |
| Gleb Brusienski         | 18 kwietnia 2000     | Kazachstan         | Vino-Astana Motors (2020)                |
| Andriej Zejc            | 14 grudnia 1986      | Kazachstan         | BikeExchange (2021)                      |
| Gleb Syrica             | 14 kwietnia 2000     | Rosja              | Lokosphinx (2022)                        |
| Jewgienij Fiodorow      | 16 lutego 2000       | Kazachstan         | Vino-Astana Motors (2020)                |
| Christian Scaroni       | 16 października 1997 | Włochy             | Gazprom-RusVelo (2022)                   |
| Gianmarco Garofoli      | 6 października 2002  | Włochy             | Astana Qazaqstan Development Team (2022) |
| Wadim Pronski           | 4 czerwca 1998       | Kazachstan         | Vino-Astana Motors (2019)                |
| Mark Cavendish          | 21 maja 1985         | Wielka Brytania    | Quick-Step Alpha Vinyl (2022)            |
| Cees Bol                | 27 lipca 1995        | Holandia           | Team DSM (2022)                          |
|                         |                      |                    |                                          |
| Źródło: ProCyclingStats |                      |                    |                                          |

#### Zwycięstwa
| Zwycięstwa           | Zwycięstwa                                                  | Zwycięstwa | Zwycięstwa | Zwycięstwa       | Zwycięstwa |
| Data                 | Wyścig                                                      | Państwo    | Kategoria  | Zwycięzca        |            |
| -------------------- | ----------------------------------------------------------- | ---------- | ---------- | ---------------- | ---------- |
| 3 lut                | Volta a la Comunitat Valenciana, 3. etap                    | Hiszpania  | 2.Pro      | Simone Velasco   |            |
| 14 kwietnia 2023     | Giro di Sicilia, klasyfikacja generalna                     | Włochy     | 2.1        | Aleksiej Łucenko |            |
| 14 kwi               | Giro di Sicilia, 4. etap                                    | Włochy     | 2.1        | Aleksiej Łucenko |            |
| 28 maj               | Giro d'Italia, 21. etap                                     | Włochy     | 2.UWT      | Mark Cavendish   |            |
| 21 cze               | Mistrzostwa Kazachstanu – jazda indywidualna na czas        | Kazachstan | CN         | Aleksiej Łucenko |            |
| 24 cze               | Mistrzostwa Włoch – start wspólny                           | Włochy     | CN         | Simone Velasco   |            |
| 25 cze               | Mistrzostwa Kazachstanu – start wspólny                     | Kazachstan | CN         | Aleksiej Łucenko |            |
| 30 lip               | Circuito de Getxo                                           | Hiszpania  | 1.1        | Aleksiej Łucenko |            |
| 18 sie               | Arctic Race of Norway, 2. etap                              | Norwegia   | 2.Pro      | Michele Gazzoli  |            |
| 16 wrz               | Memorial Marco Pantani                                      | Włochy     | 1.1        | Aleksiej Łucenko |            |
| 24 wrz               | Tour de Langkawi, 2. etap                                   | Malezja    | 2.Pro      | Gleb Syrica      |            |
| 30 wrz               | Tour de Langkawi, 8. etap                                   | Malezja    | 2.Pro      | Gleb Syrica      |            |
| 8 paź                | Tour de Kyushu, 2. etap                                     | Japonia    | 2.1        | Andriej Zejc     |            |
| 9 października 2023  | Tour de Kyushu, klasyfikacja generalna                      | Japonia    | 2.1        | Andriej Zejc     |            |
| 10 paź               | Presidential Cycling Tour of Turkey, 3. etap                | Turcja     | 2.1        | Aleksiej Łucenko |            |
| 15 października 2023 | Presidential Cycling Tour of Turkey, klasyfikacja generalna | Turcja     | 2.1        | Aleksiej Łucenko |            |

### 2022

#### Skład
| Skład drużyny 2022                   | Skład drużyny 2022   | Skład drużyny 2022 | Skład drużyny 2022           |
| Imię i nazwisko                      | Data urodzenia       | Państwo            | Poprzednia grupa             |
| ------------------------------------ | -------------------- | ------------------ | ---------------------------- |
| Leonardo Basso                       | 25 grudnia 1993      | Włochy             | Ineos Grenadiers (2021)      |
| Samuele Battistella                  | 14 listopada 1998    | Włochy             | NTT Pro Cycling (2020)       |
| Manuele Boaro                        | 12 marca 1987        | Włochy             | Bahrain-Merida (2018)        |
| Gleb Brusienski                      | 18 kwietnia 2000     | Kazachstan         | Vino-Astana Motors (2020)    |
| Valerio Conti                        | 30 marca 1993        | Włochy             | UAE Team Emirates (2021)     |
| Stefan de Bod                        | 17 listopada 1996    | Południowa Afryka  | NTT Pro Cycling (2020)       |
| David de la Cruz                     | 6 maja 1989          | Hiszpania          | UAE Team Emirates (2021)     |
| Joe Dombrowski                       | 12 maja 1991         | Stany Zjednoczone  | UAE Team Emirates (2021)     |
| Jewgienij Fiodorow                   | 16 lutego 2000       | Kazachstan         | Vino-Astana Motors (2020)    |
| Fabio Felline                        | 29 marca 1990        | Włochy             | Trek-Segafredo (2019)        |
| Michele Gazzoli (1 sty–10 sie)       | 4 marca 1999         | Włochy             | Colpack-Ballan (2021)        |
| Jewgienij Gidicz                     | 19 maja 1996         | Kazachstan         | Vino-Astana Motors (2017)    |
| Dmitrij Gruzdiew                     | 13 marca 1986        | Kazachstan         | Ulan (2008)                  |
| Sebastián Henao (1 sty–31 lip)       | 5 sierpnia 1993      | Kolumbia           | Ineos Grenadiers (2021)      |
| Miguel Ángel López                   | 4 lutego 1994        | Kolumbia           | Movistar Team (2021)         |
| Aleksiej Łucenko                     | 7 września 1992      | Kazachstan         | Astana Continental (2012)    |
| Davide Martinelli                    | 31 maja 1993         | Włochy             | Deceuninck-Quick Step (2019) |
| Gianni Moscon                        | 20 kwietnia 1994     | Włochy             | Ineos Grenadiers (2021)      |
| Jurij Natarow                        | 28 grudnia 1996      | Kazachstan         | Astana City (2018)           |
| Antonio Nibali                       | 23 września 1992     | Włochy             | Trek-Segafredo (2021)        |
| Vincenzo Nibali                      | 14 listopada 1984    | Włochy             | Trek-Segafredo (2021)        |
| Nurbergen Nurłychasym                | 25 marca 2000        | Kazachstan         | Vino-Astana Motors (2021)    |
| Wadim Pronski                        | 4 czerwca 1998       | Kazachstan         | Vino-Astana Motors (2019)    |
| Alaksandr Rabuszenka                 | 12 października 1995 | Białoruś           | UAE Team Emirates (2021)     |
| Javier Romo                          | 6 stycznia 1999      | Hiszpania          | Baqué Ideus BH (2020)        |
| Harold Tejada                        | 27 kwietnia 1997     | Kolumbia           | Medellín (2019)              |
| Simone Velasco                       | 2 grudnia 1995       | Włochy             | Gazprom-RusVelo (2021)       |
| Artiom Zacharow                      | 27 października 1991 | Kazachstan         | Seven Rivers (2015)          |
| Andriej Zejc                         | 14 grudnia 1986      | Kazachstan         | BikeExchange (2021)          |
| Christian Scaroni (28 lip–31 gru)    | 16 października 1997 | Włochy             | Gazprom-RusVelo (2022)       |
| Igor Czżan (1 sie–31 gru, stażysta)  | 2 października 1999  | Kazachstan         | Vino-Astana Motors (2021)    |
| Gleb Syrica (1 sie–31 gru, stażysta) | 14 kwietnia 2000     | Rosja              | Lokosphinx (2022)            |
|                                      |                      |                    |                              |
| Źródło: ProCyclingStats              |                      |                    |                              |

#### Zwycięstwa
| Zwycięstwa | Zwycięstwa                                           | Zwycięstwa | Zwycięstwa | Zwycięstwa         | Zwycięstwa |
| Data       | Wyścig                                               | Państwo    | Kategoria  | Zwycięzca          |            |
| ---------- | ---------------------------------------------------- | ---------- | ---------- | ------------------ | ---------- |
| 14 lut     | Clásica Jaén Paraíso Interior                        | Hiszpania  | 1.1        | Aleksiej Łucenko   |            |
| 21 kwi     | Tour of the Alps, 4. etap                            | Włochy     | 2.Pro      | Miguel Ángel López |            |
| 22 cze     | Mistrzostwa Kazachstanu – jazda indywidualna na czas | Kazachstan | CN         | Jurij Natarow      |            |
| 25 cze     | Mistrzostwa Kazachstanu – start wspólny              | Kazachstan | CN         | Jewgienij Gidicz   |            |

### 2018

#### Skład
| Skład drużyny 2018                          | Skład drużyny 2018   | Skład drużyny 2018 | Skład drużyny 2018            |
| Imię i nazwisko                             | Data urodzenia       | Państwo            | Poprzednia grupa              |
| ------------------------------------------- | -------------------- | ------------------ | ----------------------------- |
| Pello Bilbao                                | 25 lutego 1990       | Hiszpania          | Caja Rural-Seguros RGA (2016) |
| Żandos Biżygitow                            | 10 czerwca 1991      | Kazachstan         | Vino 4-ever SKO (2016)        |
| Dario Cataldo                               | 17 marca 1985        | Włochy             | Team Sky (2014)               |
| Magnus Cort Nielsen                         | 16 stycznia 1993     | Dania              | Orica-Scott (2017)            |
| Laurens De Vreese                           | 29 września 1988     | Belgia             | Wanty-Groupe Gobert (2014)    |
| Daniił Fominych                             | 28 sierpnia 1991     | Kazachstan         | Astana Continental (2013)     |
| Omar Fraile                                 | 17 lipca 1990        | Hiszpania          | Dimension Data (2017)         |
| Jakob Fuglsang                              | 22 marca 1985        | Dania              | RadioShack-Nissan (2012)      |
| Oscar Gatto                                 | 1 stycznia 1985      | Włochy             | Tinkoff (2016)                |
| Jewgienij Gidicz                            | 19 maja 1996         | Kazachstan         | Vino-Astana Motors (2017)     |
| Dmitrij Gruzdiew                            | 13 marca 1986        | Kazachstan         | Ulan (2008)                   |
| Jesper Hansen                               | 23 października 1990 | Dania              | Tinkoff (2016)                |
| Jan Hirt                                    | 21 stycznia 1991     | Czechy             | CCC Sprandi Polkowice (2017)  |
| Hugo Houle                                  | 27 września 1990     | Kanada             | AG2R La Mondiale (2017)       |
| Tanel Kangert                               | 11 marca 1987        | Estonia            | EC Saint-Étienne Loire (2010) |
| Truls Engen Korsæth (1 sty–18 wrz, Przypis) | 16 września 1993     | Norwegia           | Joker Byggtorget (2016)       |
| Bachtijar Kożatajew                         | 28 marca 1992        | Kazachstan         | Astana Continental (2014)     |
| Miguel Ángel López                          | 4 lutego 1994        | Kolumbia           | Lotería de Boyacá (2014)      |
| Riccardo Minali                             | 19 kwietnia 1995     | Włochy             | Colpack (2016)                |
| Moreno Moser                                | 25 grudnia 1990      | Włochy             | Cannondale-Drapac (2016)      |
| Luis León Sánchez                           | 24 listopada 1983    | Hiszpania          | Caja Rural-Seguros RGA (2014) |
| Nikita Stalnow                              | 14 września 1991     | Kazachstan         | Astana City (2016)            |
| Rusłan Tleubajew                            | 3 lipca 1987         | Kazachstan         | Astana Continental (2012)     |
| Michael Valgren                             | 7 lutego 1992        | Dania              | Tinkoff (2016)                |
| Davide Villella                             | 27 czerwca 1991      | Włochy             | Cannondale-Drapac (2017)      |
| Andriej Zejc                                | 14 grudnia 1986      | Kazachstan         | Capec (2005)                  |
| Siergiej Czerniecki                         | 9 kwietnia 1990      | Rosja              | Katusha (2016)                |
| Aleksiej Łucenko                            | 7 września 1992      | Kazachstan         | Astana Continental (2012)     |
| Andrij Hriwko                               | 7 sierpnia 1983      | Ukraina            | ISD (2009)                    |
| Jonas Gregaard (1 sie–31 gru, stażysta)     | 30 lipca 1996        | Dania              | Riwal CeramicSpeed (2018)     |
|                                             |                      |                    |                               |
| Źródła: ProCyclingStats Cycling Quotient    |                      |                    |                               |

Przypis: Truls Engen Korsæth, koniec kariery

#### Zwycięstwa
| Zwycięstwa     | Zwycięstwa                           | Zwycięstwa      | Zwycięstwa | Zwycięstwa          | Zwycięstwa |
| Data           | Wyścig                               | Państwo         | Kategoria  | Zwycięzca           |            |
| -------------- | ------------------------------------ | --------------- | ---------- | ------------------- | ---------- |
| 10 lut         | Vuelta a Murcia                      | Hiszpania       | 1.1        | Luis León Sánchez   |            |
| 16 lut         | Tour of Oman, 4. etap                | Oman            | 2.HC       | Magnus Cort Nielsen |            |
| 17 lut         | Tour of Oman, 5. etap                | Oman            | 2.HC       | Miguel Ángel López  |            |
| 18 lutego 2018 | Tour of Oman, klasyfikacja generalna | Oman            | 2.HC       | Aleksiej Łucenko    |            |
| 24 lut         | Omloop Het Nieuwsblad                | Belgia          | 1.UWT      | Michael Valgren     |            |
| 19 mar         | Tour de Langkawi, 2. etap            | Malezja         | 2.HC       | Riccardo Minali     |            |
| 21 mar         | Tour de Langkawi, 4. etap            | Malezja         | 2.HC       | Riccardo Minali     |            |
| 15 kwi         | Amstel Gold Race                     | Holandia        | 1.UWT      | Michael Valgren     |            |
| 16 kwi         | Tour of the Alps, 1. etap            | Włochy          | 2.HC       | Pello Bilbao        |            |
| 17 kwi         | Tour of the Alps, 2. etap            | Włochy          | 2.HC       | Miguel Ángel López  |            |
| 19 kwi         | Tour of the Alps, 4. etap            | Włochy          | 2.HC       | Luis León Sánchez   |            |
| 25 kwi         | Tour de Romandie, 1. etap            | Szwajcaria      | 2.UWT      | Omar Fraile         |            |
| 28 kwi         | Tour de Romandie, 4. etap            | Szwajcaria      | 2.UWT      | Jakob Fuglsang      |            |
| 4 maj          | Tour de Yorkshire, 2. etap           | Wielka Brytania | 2.1        | Magnus Cort Nielsen |            |
| 9 cze          | Critérium du Dauphiné, 6. etap       | Francja         | 2.UWT      | Pello Bilbao        |            |
| 12 lip         | Österreich-Rundfahrt, 6. etap        | Austria         | 2.1        | Aleksiej Łucenko    |            |
| 21 lip         | Tour de France, 14. etap             | Francja         | 2.UWT      | Omar Fraile         |            |
| 22 lip         | Tour de France, 15. etap             | Francja         | 2.UWT      | Magnus Cort Nielsen |            |
| 9 sie          | Vuelta a Burgos, 3. etap             | Hiszpania       | 2.HC       | Miguel Ángel López  |            |
| 17 sie         | Benelux Tour, 5. etap                | Belgia          | 2.UWT      | Magnus Cort Nielsen |            |

### 2017

#### Skład
| Skład drużyny 2017                                        | Skład drużyny 2017   | Skład drużyny 2017 | Skład drużyny 2017            |
| Imię i nazwisko                                           | Data urodzenia       | Państwo            | Poprzednia grupa              |
| --------------------------------------------------------- | -------------------- | ------------------ | ----------------------------- |
| Fabio Aru                                                 | 3 lipca 1990         | Włochy             |                               |
| Pello Bilbao                                              | 25 lutego 1990       | Hiszpania          | Caja Rural-Seguros RGA (2016) |
| Żandos Biżygitow                                          | 10 czerwca 1991      | Kazachstan         | Vino 4-ever SKO (2016)        |
| Matti Breschel                                            | 31 sierpnia 1984     | Dania              | Cannondale-Drapac (2016)      |
| Dario Cataldo                                             | 17 marca 1985        | Włochy             | Team Sky (2014)               |
| Siergiej Czerniecki                                       | 9 kwietnia 1990      | Rosja              | Katusha (2016)                |
| Laurens De Vreese                                         | 29 września 1988     | Belgia             | Wanty-Groupe Gobert (2014)    |
| Daniił Fominych                                           | 28 sierpnia 1991     | Kazachstan         | Astana Continental (2013)     |
| Jakob Fuglsang                                            | 22 marca 1985        | Dania              | RadioShack-Nissan (2012)      |
| Oscar Gatto                                               | 1 stycznia 1985      | Włochy             | Tinkoff (2016)                |
| Andrij Hriwko                                             | 7 sierpnia 1983      | Ukraina            | ISD (2009)                    |
| Dmitrij Gruzdiew                                          | 13 marca 1986        | Kazachstan         | Ulan (2008)                   |
| Jesper Hansen                                             | 23 października 1990 | Dania              | Tinkoff (2016)                |
| Arman Kamyszew                                            | 14 marca 1991        | Kazachstan         | Astana Continental (2012)     |
| Tanel Kangert                                             | 11 marca 1987        | Estonia            | EC Saint-Étienne Loire (2010) |
| Truls Engen Korsæth                                       | 16 września 1993     | Norwegia           | Joker Byggtorget (2016)       |
| Bachtijar Kożatajew                                       | 28 marca 1992        | Kazachstan         | Astana Continental (2014)     |
| Miguel Ángel López                                        | 4 lutego 1994        | Kolumbia           | Lotería de Boyacá (2014)      |
| Aleksiej Łucenko                                          | 7 września 1992      | Kazachstan         | Astana Continental (2012)     |
| Riccardo Minali                                           | 19 kwietnia 1995     | Włochy             | Colpack (2016)                |
| Moreno Moser                                              | 25 grudnia 1990      | Włochy             | Cannondale-Drapac (2016)      |
| Luis León Sánchez                                         | 24 listopada 1983    | Hiszpania          | Caja Rural-Seguros RGA (2014) |
| Michele Scarponi (1 sty–22 kwi, Przypis)                  | 25 września 1979     | Włochy             | Lampre-Merida (2013)          |
| Nikita Stalnow                                            | 14 września 1991     | Kazachstan         | Astana City (2016)            |
| Paolo Tiralongo                                           | 8 lipca 1977         | Włochy             | Lampre-NGC (2009)             |
| Rusłan Tleubajew                                          | 3 lipca 1987         | Kazachstan         | Astana Continental (2012)     |
| Michael Valgren                                           | 7 lutego 1992        | Dania              | Tinkoff (2016)                |
| Artiom Zacharow                                           | 27 października 1991 | Kazachstan         | Seven Rivers (2015)           |
| Andriej Zejc                                              | 14 grudnia 1986      | Kazachstan         | Capec (2005)                  |
| Jewgienij Gidicz (1 sie–31 gru, stażysta)                 | 19 maja 1996         | Kazachstan         | Vino-Astana Motors (2017)     |
| Karl Patrick Lauk (1 sie–31 gru, stażysta)                | 9 stycznia 1997      | Estonia            | Pro Immo Nicolas Roux (2017)  |
|                                                           |                      |                    |                               |
| Źródła: ProCyclingStats Cycling Quotient Cycling Archives |                      |                    |                               |

Przypis: Michele Scarponi, śmierć na treningu

#### Zwycięstwa
| Zwycięstwa          | Zwycięstwa                                           | Zwycięstwa | Zwycięstwa | Zwycięstwa         | Zwycięstwa |
| Data                | Wyścig                                               | Państwo    | Kategoria  | Zwycięzca          |            |
| ------------------- | ---------------------------------------------------- | ---------- | ---------- | ------------------ | ---------- |
| 17 kwi              | Tour of the Alps, 1. etap                            | Austria    | 2.HC       | Michele Scarponi   |            |
| 9 cze               | Critérium du Dauphiné, 6. etap                       | Francja    | 2.UWT      | Jakob Fuglsang     |            |
| 11 cze              | Critérium du Dauphiné, 8. etap                       | Francja    | 2.UWT      | Jakob Fuglsang     |            |
| 11 czerwca 2017     | Critérium du Dauphiné, klasyfikacja generalna        | Francja    | 2.UWT      | Jakob Fuglsang     |            |
| 21 cze              | Mistrzostwa Kazachstanu – jazda indywidualna na czas | Kazachstan | CN         | Żandos Biżygitow   |            |
| 25 cze              | Mistrzostwa Kazachstanu – start wspólny              | Kazachstan | CN         | Artiom Zacharow    |            |
| 25 cze              | Mistrzostwa Włoch – start wspólny                    | Włochy     | CN         | Fabio Aru          |            |
| 2 lip               | Österreich-Rundfahrt, prolog                         | Austria    | 2.1        | Oscar Gatto        |            |
| 5 lip               | Tour de France, 5. etap                              | Francja    | 2.UWT      | Fabio Aru          |            |
| 6 lip               | Österreich-Rundfahrt, 4. etap                        | Austria    | 2.1        | Miguel Ángel López |            |
| 5 sie               | Vuelta a Burgos, 5. etap                             | Hiszpania  | 2.HC       | Miguel Ángel López |            |
| 23 sie              | Vuelta a España, 5. etap                             | Hiszpania  | 2.UWT      | Aleksiej Łucenko   |            |
| 30 sie              | Vuelta a España, 11. etap                            | Hiszpania  | 2.UWT      | Miguel Ángel López |            |
| 3 wrz               | Vuelta a España, 15. etap                            | Hiszpania  | 2.UWT      | Miguel Ángel López |            |
| 30 wrz              | Tour of Almaty, 1. etap                              | Kazachstan | 2.1        | Aleksiej Łucenko   |            |
| 1 paź               | Tour of Almaty, 2. etap                              | Kazachstan | 2.1        | Jakob Fuglsang     |            |
| 1 paź               | Gran Premio Bruno Beghelli                           | Włochy     | 1.HC       | Luis León Sánchez  |            |
| 1 października 2017 | Tour of Almaty, klasyfikacja generalna               | Kazachstan | 2.1        | Aleksiej Łucenko   |            |

### 2016

#### Skład
| Skład drużyny 2016                                        | Skład drużyny 2016   | Skład drużyny 2016 | Skład drużyny 2016                  |
| Imię i nazwisko                                           | Data urodzenia       | Państwo            | Poprzednia grupa                    |
| --------------------------------------------------------- | -------------------- | ------------------ | ----------------------------------- |
| Valerio Agnoli                                            | 6 stycznia 1985      | Włochy             | Liquigas-Cannondale (2012)          |
| Fabio Aru                                                 | 3 lipca 1990         | Włochy             |                                     |
| Maksat Ajazbajew                                          | 27 stycznia 1992     | Kazachstan         | Astana Continental (2014)           |
| Lars Boom                                                 | 30 grudnia 1985      | Holandia           | Belkin (2014)                       |
| Eros Capecchi                                             | 13 czerwca 1986      | Włochy             | Movistar Team (2015)                |
| Dario Cataldo                                             | 17 marca 1985        | Włochy             | Team Sky (2014)                     |
| Laurens De Vreese                                         | 29 września 1988     | Belgia             | Wanty-Groupe Gobert (2014)          |
| Daniił Fominych                                           | 28 sierpnia 1991     | Kazachstan         | Astana Continental (2013)           |
| Jakob Fuglsang                                            | 22 marca 1985        | Dania              | RadioShack-Nissan (2012)            |
| Andrij Hriwko                                             | 7 sierpnia 1983      | Ukraina            | ISD (2009)                          |
| Dmitrij Gruzdiew                                          | 13 marca 1986        | Kazachstan         | Ulan (2008)                         |
| Andrea Guardini                                           | 12 czerwca 1989      | Włochy             | Farnese Vini-Selle Italia (2012)    |
| Arman Kamyszew                                            | 14 marca 1991        | Kazachstan         | Astana Continental (2012)           |
| Tanel Kangert                                             | 11 marca 1987        | Estonia            | EC Saint-Étienne Loire (2010)       |
| Bachtijar Kożatajew                                       | 28 marca 1992        | Kazachstan         | Astana Continental (2014)           |
| Miguel Ángel López                                        | 4 lutego 1994        | Kolumbia           | Lotería de Boyacá (2014)            |
| Aleksiej Łucenko                                          | 7 września 1992      | Kazachstan         | Astana Continental (2012)           |
| Davide Malacarne                                          | 11 lipca 1987        | Włochy             | Team Europcar (2014)                |
| Vincenzo Nibali                                           | 14 listopada 1984    | Włochy             | Liquigas-Cannondale (2012)          |
| Dias Omierzakow (5 lut–31 gru)                            | 13 lipca 1992        | Kazachstan         |                                     |
| Diego Rosa                                                | 27 marca 1989        | Włochy             | Androni Giocattoli-Venezuela (2014) |
| Luis León Sánchez                                         | 24 listopada 1983    | Hiszpania          | Caja Rural-Seguros RGA (2014)       |
| Michele Scarponi                                          | 25 września 1979     | Włochy             | Lampre-Merida (2013)                |
| Gatis Smukulis                                            | 15 kwietnia 1987     | Łotwa              | Katusha (2015)                      |
| Paolo Tiralongo                                           | 8 lipca 1977         | Włochy             | Lampre-NGC (2009)                   |
| Rusłan Tleubajew                                          | 3 lipca 1987         | Kazachstan         | Astana Continental (2012)           |
| Alessandro Vanotti                                        | 16 września 1980     | Włochy             | Liquigas-Cannondale (2012)          |
| Lieuwe Westra                                             | 11 września 1982     | Holandia           | Vacansoleil-DCM (2013)              |
| Artiom Zacharow (10 lut–31 gru)                           | 27 października 1991 | Kazachstan         | Seven Rivers (2015)                 |
| Andriej Zejc                                              | 14 grudnia 1986      | Kazachstan         | Capec (2005)                        |
| Żandos Biżygitow (1 sie–31 gru, stażysta)                 | 10 czerwca 1991      | Kazachstan         | Vino 4-ever SKO (2016)              |
| Nurbołat Kulimbietow (1 sie–31 gru, stażysta)             | 9 maja 1992          | Kazachstan         |                                     |
|                                                           |                      |                    |                                     |
| Źródła: ProCyclingStats Cycling Quotient Cycling Archives |                      |                    |                                     |

#### Zwycięstwa
Za dużo wywołań elementów z Wikidanych. Załadowano elementów: 400/400.

### 2015

#### Skład
Za dużo wywołań elementów z Wikidanych. Załadowano elementów: 400/400.

### 2011
Z zespołu odszedł Alberto Contador, a także m.in.: Navarro, Noval i de la Fuente. Zdecydowanym liderem został Aleksandr Winokurow, a do ekipy dołączyli m.in.: Roman Kreuziger, Fredrik Kessiakoff, Robert Kišerlovski i Rémy Di Grégorio.

#### Sukcesy w 2011
- Mistrz Kazachstanu w wyścigu ze startu wspólnego: Andriej Mizurow
- 1. miejsce, 7. etap Paris-Nice: Rémy Di Grégorio
- 1. miejsce, 3. etap Vuelta Ciclista al País Vasco: Aleksandr Winokurow
- 1. miejsce, 3. etap Tour de Romandie: Aleksandr Winokurow
- 1. miejsce, 19. etap Giro d’Italia: Paolo Tiralongo
- 1. miejsce, klasyfikacja młodzieżowa Giro d’Italia: Roman Kreuziger
- 1. miejsce, klasyfikacja drużynowa Giro d’Italia
- 3. miejsce, klasyfikacja generalna Tour de Romandie: Aleksandr Winokurow
- 3. miejsce, klasyfikacja generalna Critérium du Dauphiné: Aleksandr Winokurow
- 6. miejsce, klasyfikacja generalna Giro d’Italia: Roman Kreuziger

### 2010
W ekipie po odejściu większości kluczowych kolarzy liderem pozostał nadal Alberto Contador. Natomiast do niego dołączył Aleksandr Winokurow, który miał także pełnić obowiązki dyrektora sportowego, a także mieć pod kontrolą transfery. Do pozostałych kolarzy ekipy działacze Astany ściągnęli zwycięzcę Tour de France Hiszpana Óscara Pereiro jeżdżącego poprzednio w Caisse d'Epargne. Do składu dołączeni zostali także solidni kolarze, tacy jak: David de la Fuente (poprzednio Saunier Duval), Enrico Gasparotto (Lampre) czy Josep Jufre (Saunier Duval).

#### Sukcesy w 2010
- Mistrz Kazachstanu w wyścigu ze startu wspólnego: Maksim Gurow
- Mistrz Słowenii w wyścigu ze startu wspólnego: Gorazd Stangelj
- 1. miejsce, 4. etap Paris-Nice: Alberto Contador
- 1. miejsce, klasyfikacja generalna Paris-Nice: Alberto Contador
- 1. miejsce, 5. etap Tirreno-Adriático: Enrico Gasparotto
- 1. miejsce, Liège-Bastogne-Liège: Aleksandr Winokurow
- 1. miejsce, Prolog (ITT) i 6. etap Critérium du Dauphiné: Alberto Contador
- 1. miejsce, 5. etap Critérium du Dauphiné: Daniel Navarro
- 1. miejsce, klasyfikacja punktowa Critérium du Dauphiné: Alberto Contador
- 1. miejsce, 13. etap Tour de France: Aleksandr Winokurow
- 1. miejsce, klasyfikacja generalna Tour de France: Alberto Contador
- 1. miejsce, klasyfikacja punktowa Tour de Pologne: Allan Davis
- 2. miejsce, klasyfikacja generalna Critérium du Dauphiné: Alberto Contador
- 2. miejsce, Clásica de San Sebastián: Aleksandr Winokurow
- 3. miejsce, Amstel Gold Race: Enrico Gasparotto
- 3. miejsce, La Flèche Wallonne: Alberto Contador
- 6. miejsce, klasyfikacja generalna Giro d’Italia: Aleksandr Winokurow

### 2009
Astana opromieniona sukcesami doprowadziła do zmian kadrowych. Do ekipy dołączył Haimar Zubeldia oraz wielokrotny zwycięzca Tour de France Lance Armstrong. Z tym ostatnim wiązano wielkie nadzieje, że będzie w stanie pomóc Astanie i odnieść swój kolejny (dla ekipy pierwszy) triumf we Francji.
Przyjście Armstronga spowodowało konflikt pomiędzy Contadorem a szefami ekipy, gdyż Hiszpan obawiał się, że straci pozycję kolarza numer 1 w grupie oraz że to Armstrong będzie liderem na przyszłą Wielką Pętlę. W wyniku przyjaznych wypowiedzi Amerykanina oraz jasnej opinii dyrektora sportowego, kto będzie liderem w wyścigach, Alberto zadeklarował pozostanie w ekipie i walkę o najwyższe cele.
Astana zaczęła sezon przeciętnie, jednak ciągle jej kolarze byli stawiani wśród faworytów Giro, a także innych wielkich tourów. Kryzys światowy także zaczął dotykać sponsorów kolarskich, w tym także Astany, zaczęło brakować pieniędzy na gaże dla kolarzy. W trakcie 7 etapu Giro zawodnicy grupy Astana postanowili zaprotestować w związku z zaległymi pensjami, które nie są wypłacane przez sponsorów ekipy. Kolarze zakryli napis nazwy drużyny na swoich koszulkach. W proteście nie wziął udziału Kazach Andriej Ziejc. Międzynarodowa Unia Kolarska (UCI) wyznaczyła ostateczny termin na uregulowanie zadłużeń. Jeśli do 31 maja sytuacja by się nie zmieniła, UCI zmuszone byłoby zawiesić kazachską ekipę. (W Giro d’Italia najwyższe z drużyny 6. miejsce zajął Levi Leipheimer natomiast 12. miejsce Lance Armstrong (był to jego debiut na włoskim tourze))
Termin został wydłużony przez Unię o kilka dni, ekipa przedstawiła wystarczające zabezpieczenia, aby móc wystartować w wyścigu dookoła Luksemburga. Na tym tourze 2 miejsce w klasyfikacji generalnej zajął Andreas Klöden.
Nadal nad Astaną wisiało widmo bankructwa, sponsorzy kazachscy deklarowały sprzedaż grupy. Kilka konsorcjów europejskich i amerykańskich przedstawiło oferty zakupu drużyny. Jednak nie było to konieczne, ponieważ pieniądze wyłożył kazachstański rząd. Wypłacono kolarzom zaległe pensje i Astana mogła spokojnie wrócić do walki o zwycięstwo we Francji. Wynik na Wielkiej Pętli był znakomity – wygrana Contadora, zajęcie 3 miejsca przez Lance Armstronga oraz szóstego przez Andreasa Klödena. Do tego dorzucili jeszcze zwycięstwo w klasyfikacji drużynowej.
Po imprezie we Francji nastąpił rozłam w ekipie. Lance Armstrong, niezadowolony z tego, że nie był liderem ekipy, postanowił odejść i stworzyć własną grupę kolarską. Wraz z nim odeszli Klöden, Leipheimer, Zubeldia, Horner, Brajkovič, Popowycz, Paulinho, Vaitkus, Rast, Rubeira oraz Murawjow, tworząc podwaliny dla nowej ekipy kolarskiej Team RadioShack.
Takie masowe odejście, oprócz prywatnych ambicji Lance’a Armstronga, było spowodowane powrotem do ekipy Aleksandra Winokurowa, który od razu popadł w konflikt z Johanem Bruyneelem. Winokurow miał zostać jeżdżącym dyrektorem sportowym, co nie spodobało się Belgowi, który zadeklarował odejście do ekipy Amerykanina. Kazachom udało się zatrzymać czwórkę Hiszpanów ze zwycięzcą Tour de France, a także wszystkich Kazachów.
W wyścigu dookoła Hiszpanii Astana zawiodła zajmując tylko 3. miejsce w klasyfikacji drużynowej, a żaden z ich zawodników nie znalazł się w pierwszej dziesiątce.

#### Sukcesy w 2009
- Mistrz Hiszpanii w jeździe indywidualnej na czas: Alberto Contador
- Mistrz Słowenii w jeździe indywidualnej na czas: Janez Brajkovič
- 1. miejsce, 1. (ITT) i 6. etap Paryż-Nicea: Alberto Contador
- 1. miejsce, 5. etap (ITT) Tirreno-Adriático: Andreas Klöden
- 1. miejsce, 3. i 6. (ITT) etap Vuelta al País Vasco: Alberto Contador
- 1. miejsce, klasyfikacja generalna Vuelta al País Vasco: Alberto Contador
- 1. miejsce, klasyfikacja sprinterska Tour de Romandie: Grégory Rast
- 1. miejsce, klasyfikacja drużynowa Giro d’Italia
- 1. miejsce, klasyfikacja drużynowa Volta Ciclista a Catalunya
- 1. miejsce, klasyfikacja drużynowa Critérium du Dauphiné
- 1. miejsce, 5. etap (TTT) Tour de France
- 1. miejsce, 15. i 18. (ITT) etap Tour de France: Alberto Contador
- 1. miejsce, klasyfikacja generalna Tour de France: Alberto Contador
- 1. miejsce, klasyfikacja drużynowa Tour de France
- 1. miejsce, UCI ProTour: Alberto Contador
- 3. miejsce, klasyfikacja generalna Tirreno-Adriático: Andreas Klöden
- 3. miejsce, klasyfikacja generalna Volta Ciclista a Catalunya: Haimar Zubeldia
- 3. miejsce, klasyfikacja generalna Critérium du Dauphiné: Alberto Contador
- 3. miejsce, klasyfikacja generalna Tour de France: Lance Armstrong
- 4. miejsce, klasyfikacja generalna Giro d’Italia: Levi Leipheimer
- 6. miejsce, klasyfikacja generalna Tour de France: Andreas Klöden
- 9. miejsce, klasyfikacja generalna Giro d’Italia: Lance Armstrong

### 2008
Ten rok miał być sprawdzianem dla Astany, która zamierzała wygrać większość kluczowych wyścigów. W wyniku zamieszania dopingowego ekipę opuściło kilku kolarzy, między innymi architekt drużyny Aleksandr Winokurow i Andriej Kaszeczkin. Z innych powodów odszedł Paolo Savoldelli. Ekipa została wzmocniona kilkoma kolarzami z grupy Discovery, takimi jak Levi Leipheimer, Alberto Contador czy Władimir Gusiew wraz z dyrektorem sportowym tej ekipy Johanem Bruyneelem.
Ekipa była w stanie odnieść sukcesy, jakie stawiali przed nimi właściciele. Media komentowały wzmocnienia Astany jako zbieraninę dopingowiczów lub kolarzy, którzy odeszli z drużyn zamieszanych w afery dopingowe.
W wyniku tego organizatorzy Tour de France nie zaprosili kolarzy tej ekipy do wzięcia udziału w Wielkiej Pętli. Astana mimo tego wystartowała w pozostałych wyścigach. Największymi sukcesami były zwycięstwa Contadora w Vuelta a España oraz Giro d’Italia.

#### Sukcesy w 2008
- Mistrz Kazachstanu w wyścigu ze startu wspólnego: Asan Bazajew
- Mistrz Litwy w wyścigu ze startu wspólnego: Tomas Vaitkus
- Mistrz Rosji w wyścigu ze startu wspólnego: Siergiej Iwanow
- Mistrz Kazachstanu w jeździe indywidualnej na czas: Andriej Mizurow
- Mistrz Portugalii w jeździe indywidualnej na czas: Sérgio Paulinho
- Mistrz Rosji w jeździe indywidualnej na czas: Władimir Gusiew
- 1. miejsce, 1. i 6. (ITT) etap Vuelta al País Vasco: Alberto Contador
- 1. miejsce, klasyfikacja generalna Vuelta al País Vasco: Alberto Contador
- 1. miejsce, 1. etap Tour de Romandie: Maksim Iglinski
- 1. miejsce, 3. etap (ITT) Tour de Romandie: Andreas Klöden
- 1. miejsce, klasyfikacja generalna Tour de Romandie: Andreas Klöden
- 1. miejsce, klasyfikacja generalna Giro d’Italia: Alberto Contador
- 1. miejsce, klasyfikacja drużynowa Volta Ciclista a Catalunya
- 1. miejsce, Prolog (ITT) Critérium du Dauphiné: Levi Leipheimer
- 1. miejsce, klasyfikacja górska Tour de Suisse: Maksim Iglinski
- 1. miejsce, klasyfikacja drużynowa Tour de Suisse
- 1. miejsce, 5. (ITT) i 20. (ITT) etap Vuelta a España: Levi Leipheimer
- 1. miejsce, 13. i 14. etap Vuelta a España: Alberto Contador
- 1. miejsce, klasyfikacja generalna Vuelta a España: Alberto Contador
- 2. miejsce, klasyfikacja generalna Tour de Suisse: Andreas Klöden
- 3. miejsce, klasyfikacja generalna Critérium du Dauphiné: Levi Leipheimer

### 2007
W 2007 roku Liberty Seguros wycofał się ze sponsorowania ekipy kolarskiej, która okazała się zamieszana w jedną z największych afer dopingowych w kolarstwie, tzw. Operación Puerto. Licencję grupy oraz kolarzy przejęły kazachskie konsorcja, które zmieniły nazwę na „Astana”, na cześć stolicy Kazachstanu. Włodarze Astany chcieli stworzyć grupę, która będzie oparta na kazachskich kolarzach oraz na kilku gwiazdach światowego formatu.
Zadanie zebrania odpowiedniej ekipy powierzyli sławnemu wówczas kazachskiemu kolarzowi Aleksandrowi Winokurowowi, który miał być największą gwiazdą ekipy. Astana nie próżnowała i zatrudniła m.in. Andreasa Klödena i Paolo Savoldelliego. Obaj zawodnicy poszukiwali ekip, w których mogli startować, ze względu na wycofanie się sponsorów z finansowania grup zamieszanych w doping (T-Mobile Team i Discovery Channel). Razem z Winokurowem stanowili trzon Astany na sezon 2007, wspierali ich także tacy doświadczeni kolarze jak Matthias Kessler (zwycięzca etapu Tour de France) czy dwukrotny mistrz Szwajcarii Grégory Rast.
Resztę składu stanowili zawodnicy z Kazachstanu oraz krajów byłego ZSRR, wśród których najbardziej wyróżniali się Andriej Kaszeczkin czy Siergiej Iwanow. Astana w debiutanckim sezonie nie osiągnęła wielkich sukcesów. Zwyciężała tylko w wyścigach o niewielkiej renomie. Za największy sukces ekipy można uznać 3. miejsce Eddiego Mazzoleni w Giro d’Italia.

#### Sukcesy w 2007
- Mistrz Kazachstanu w wyścigu ze startu wspólnego: Maksim Iglinski
- Mistrz Luksemburga w wyścigu ze startu wspólnego: Benoît Joachim
- 1. miejsce, klasyfikacja generalna Tirreno-Adriático: Andreas Klöden
- 1. miejsce, Prolog (ITT) Tour de Romandie: Paolo Savoldelli
- 1. miejsce, 20. etap (ITT) Giro d’Italia: Paolo Savoldelli
- 1. miejsce, 3. (ITT) i 7. etap Critérium du Dauphiné Libéré: Aleksandr Winokurow
- 1. miejsce, 5. etap Critérium du Dauphiné Libéré: Antonio Colom
- 1. miejsce, 6. etap Critérium du Dauphiné Libéré: Maksim Iglinski
- 1. miejsce, klasyfikacja punktowa Critérium du Dauphiné Libéré: Aleksandr Winokurow
- 1. miejsce, klasyfikacja drużynowa Critérium du Dauphiné Libéré
- 1. miejsce, 13. (ITT) i 15. etap Tour de France: Aleksandr Winokurow
- 2. miejsce, klasyfikacja generalna Tour de Romandie: Paolo Savoldelli
- 3. miejsce, klasyfikacja generalna Tirreno-Adriático: Aleksandr Winokurow
- 3. miejsce, klasyfikacja generalna Tour de Romandie: Andriej Kaszeczkin
- 3. miejsce, klasyfikacja generalna Giro d’Italia: Eddy Mazzoleni
- 3. miejsce, klasyfikacja generalna Critérium du Dauphiné Libéré: Andriej Kaszeczkin